# Tolmanova–Oppenheimerova–Volkoffova mez
Tolmanova-Oppenheimerova-Volkoffova mez (někdy také Landau-Oppenheimer-Volkoffova mez) je horní hranice pro hmotnost, kterou může mít těleso složené z neutronového degenerovaného plynu (tedy neutronová hvězda). Jde o analogii Chandrasekharovy meze, která určuje maximální hmotu tělesa složeného z elektronového degenerovaného plynu (tedy pro bílého trpaslíka). Předpokládá se, že hodnota Tolmanovy-Oppenheimerovy-Volkoffovy meze je 3 až 5 slunečních hmotností. Tato nejistota má původ především ve faktu, že stavová rovnice neutronového degenerovaného plynu není známa dostatečně přesně — přesné řešení není známo a numerická simulace je obtížná.
Po překročení TOV meze se objekt buďto zhroutí a utvoří černou díru, nebo změní skupenství, dojde k tzv. kvarkové nově a vznikne kvarková hvězda (popř. jiná forma degenerované hmoty). Hustší formy degenerované hmoty však jsou ještě méně známy než neutronový degenerovaný plyn. Pro nedostatek důkazů z pozorování většina astrofyziků soudí, že při překročení TOV meze dojde přímo ke zhroucení v černou díru.